# Prisma de Glan–Foucault

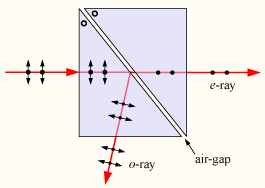
Un prisma de Glan-Foucault desvía la luz p-polarizada, y transmite el componente s-polarizado. El eje óptico del material del prisma es perpendicular al plan del diagrama.

Un prisma de Glan–Foucault (también llamado prisma de Glan–aire) es un tipo de prisma que se utiliza como polarizador.  Es similar en su construcción a un prisma de Glan–Thompson, excepto que los dos prismas de calcita están separados por un espacio de aire en lugar de estar encolados juntos. La Reflexión interna total de la luz p-polarizada en dicho espacio de aire significa que sólo la luz s-polarizada se transmite directamente a través del prisma.
Comparado con el prisma de Glan–Thompson el prisma de Glan–Foucault tiene un ángulo de aceptación más estrechado en el que puede trabajar, pero dado que utiliza una separación de aire en lugar de cemento, puede ser utilizado con una irradiancia  mucho más alta sin ningún daño. De este modo el prisma se puede utilizar con un haz láser. El prisma es también más corto (para una apertura utilizable determinada) que el prisma de Glan–Thompson, y el ángulo de deflexió del haz rechazado está cerca de los 90°, hecho que a veces es útil. Los  prismas Glan-Foucault no se utilizan normalmente como divisores de haz polarizante  porque mientras el haz transmitido está polarizado al 100%, el haz reflejado no lo está.
El prisma de Glan–Taylor prisma es muy similar, excepto que los ejes del prisma y la dirección de transmisión de polarización son ortogonales al diseño Glan-Foucault. Esto produce una mayor transmisión, y mejor polarización de la luz reflejada Actualmente los prismas de calcita Glan-Foucault se utilizan en pocas ocasiones, puesto que han sido reemplazados en su mayoría por los polarizadores Glan-Taylor y otros diseños más recientes..
Los prismas de YVO4 ("Yttrium orthovanadate" - ortovanadato de Itrio) basados en el prisma de Glan–Foucault tienen superior polarización del haz reflejado y más alto umbral de daño, comparados con los prismas Glan-Foucault y Glan-Taylor de calcita. Los prismas de YVO4 son más caros, y sólo pueden aceptar haces con un rango muy limitado de ángulos de incidencia.